# Alan Cox (actor)
Alan Cox (Londres, 6 de agosto de 1970) es un actor británico, más conocido por sus numerosas participaciones en televisión y cine.

## Biografía
Es hijo del galardonado actor Brian Cox y de su primera esposa, la también actriz Caroline Burt. Tiene una hermana, Margaret, y un medio hermano, Torin Kamran. Estudió en la prestigiosa escuela St Paul's School en Londres.

## Carrera
Cox interpretó al joven John Mortimer en la adaptación televisiva de 1982 A Voyage Round My Father, junto al actor Laurence Olivier. 
En 1985 se unió al elenco de la película Young Sherlock Holmes, dirigida por Barry Levinson (con guion de Chris Columbus),  y producida por Steven Spielberg, donde interpretó al joven Watson, quien en la universidad Brompton Academy conoce a quien será su mejor amigo, Sherlock Holmes (Nicholas Rowe), y con el que intenta resolver misteriosos crímenes que ocurren en Londres.
Él y su coestrella de Young Sherlock Holmes, Nicholas Rowe, volvieron a interpretar sus papeles 25 años más tarde en el escenario del teatro Improvathon. Otras de sus películas incluyen An Awfully Big Adventure (1995), Mrs. Dalloway (1997) y The Auteur Theory (1999).

## Filmografía

### Cine
- The Speed of Thought (2008)
- August (2008)
- Ladies in Lavender (2004)
- Justice (2003)
- Weight (2000)
- The Auteur Theory (1999)
- Mrs Dalloway (1997)
- An Awfully Big Adventure (1995)
- Young Sherlock Holmes (1985)
- If You Go Down in the Woods Today (1981)

### Televisión
- John Adams (2008)
- M.I.High (2008)
- Midsomer Murders (2004)
- The Thin Blue Line (1996)
- Ellington (1996)
- Crown Prosecutor (1995)
- Las aventuras del joven Indiana Jones (1993)
- The Bill (1991)
- Casualty (1990)
- Jane Eyre (1983)
- Shoestring (1980)
- The Devil's Crown (1978)

### Películas para televisión
- Margaret (2009)
- Housewife 49 (2006)
- Elizabeth David: A Life in Recipes (2006)
- Not Only But Always (2004)
- Wasserfälle von Slunj, Die (2002)
- Cor, Blimey! (2000)
- The Odyssey (1997)
- Adam Bede (1991)
- East Lynne (1982)
- A Voyage Round My Father (1982)
- A Divorce (1976)